# ラドヤード・キップリング
- ラドヤード・キップリング
- ラドヤード・キプリング
- ラディヤード・キップリング

ジョゼフ・ラドヤード・キップリング (Joseph Rudyard Kipling, 1865年12月30日 - 1936年1月18日) は、イギリスの小説家、詩人で、イギリス統治下のインドを舞台にした作品、児童文学で知られる。ボンベイ (ムンバイ) 生まれ。19世紀末から20世紀初頭のイギリスで最も人気のある作家の一人で、代表作に小説『ジャングル・ブック』『少年キム』、詩『マンダレー』など。「短編小説技巧の革新者」とみなされ、児童向け作品は古典として愛され続けており、作品は「多彩で光り輝く物語の贈り物」と言われる。1907年にノーベル文学賞を、41歳の史上最年少で、イギリス人としては最初に受賞。他にイギリス桂冠詩人、爵位などを打診されたが辞退している。
キプリングの評価は時代ごとの政治的、社会的環境によって変わり、20世紀中にも対称的な見解が見られ、ジョージ・オーウェルは「イギリス帝国主義の伝道者」と呼んだ。評論家のダグラス・カーは「未だ解決されない、文化と文学の歴史における心情面の距離や彼自身の位置について触発させる作家である。しかしヨーロッパ帝国主義退潮の時代では、帝国の行跡についての議論での好適な通訳者と見なされている。加えて彼の残した作品への評価の高まりが、その再認識を必要とさせている。」と述べている。
「東は東、西は西」East is East, West is West (
東と西のバラード) という言葉を遺したことでも知られる。2度ほど来日し、日本についての研究資料も残している。

## 生い立ち

### 少年期

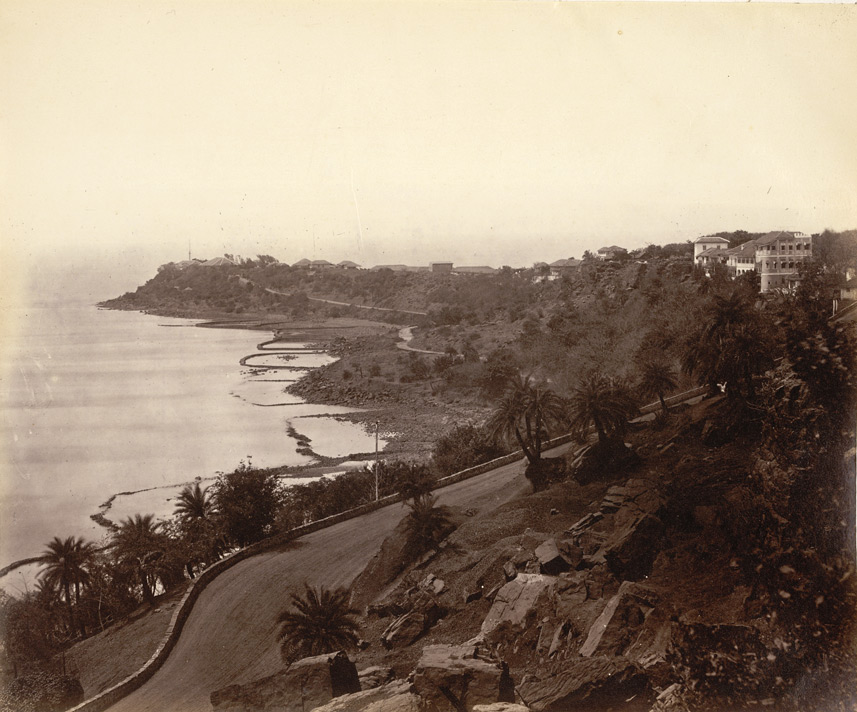
マラバー丘, ムンバイ, 1865

英領インドのボンベイに、父ジョン・ロックウッド・キプリング、母アリス・キプリングの間に生まれる。アリス (旧姓マクドナルド、ビクトリア朝時代の有名な「マクドナルド4姉妹」のうちの一人) は快活な人柄で、「同じ部屋にいると決して退屈しない」女性だったという。ロックウッドは彫刻と陶器のデザイナーで、当時ボンベイに設立されたJamsetjee Jeejeebhoy卿の芸術・産業学校において建築彫刻の教授で主任だった。
両親は、息子ラドヤードが生まれた年にボンベイに移っていたが、2年前に彼らが出会ったイングランドのスタッフォードシャーのラドヤード湖の美しさにちなんで、最初に生まれた子供にその名前を付けた。母方の叔母ジョージアナは画家のエドワード・バーン＝ジョーンズの妻、またその妹のアグネスはやはり画家のエドワード・ポインターの妻だった。もっとも年長のいとこスタンリー・ボールドウィンは1920、30年代に保守党の総理大臣に3度就いている。ボンベイの彼の生家はサーJ.J.応用芸術研究所キャンパス内で、学生用住居として長年利用されている。しかしムンバイの歴史家フォイ・ニッセンは、キプリングの生まれたコテージは数十年前に取り壊されて、同じ場所に立て直されたことを示す銘板があることを指摘している。木造平屋は空き家で、一年中施錠されている。2007年11月にサーJ.J.応用芸術研究所内の生地はキプリングとその作品の記念博物館とされることが発表された。

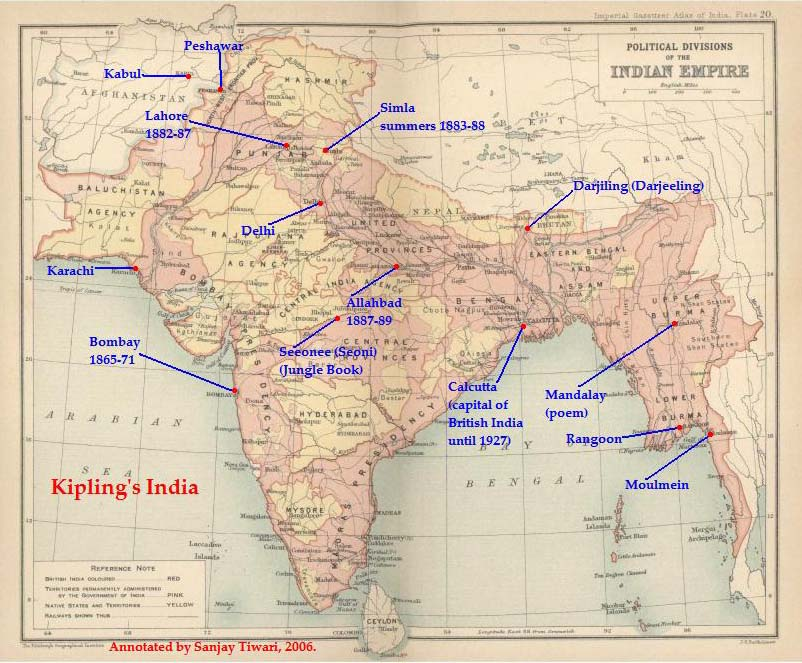
Kipling's India: map of British India

バーニス・M.マーフィーによると、キプリングの両親は彼ら自身をアングロ・インディアン (イギリスで生まれインドで暮らした人々を指す19世紀の用語) と考えており、彼らの息子も同様と考えたが、実際には彼の人生の多くは他の土地で費やされた。そしてアイデンティティと国への忠誠心の複雑な問題が、キプリングの作品を特徴づけるようになる。キプリング自身もこの矛盾について「午睡をとる前に乳母か現地人の使用人が、伝えられている物語やインドの童謡を語ってくれて、正装してダイニングで過ごす時になると「パパとママには英語を話すのよ」と注意されるのだった。つまり、かたや現地語で考え、夢を見て、かたやそこから翻訳しながら英語で話すのだった。」と書いている。
ボンベイでの「強い光と闇」の日々は5歳で終わる。英領インド育ちの子供として、彼と3歳の妹アリス (トリックス) は、イングランド (ポーツマスのサウスシー) に着き、ホロウェイ夫妻の貸別荘で6年間を過ごす。自伝でキプリングはこの時期を恐怖と呼び、ホロウェイ夫人による虐待と無視が彼の文学人生の始まりを早めたかもしれないという皮肉について「7つか8つの子供は (特に寝入りばなには)、満足げに矛盾したことを言うでしょう。それらの矛盾を嘘だとして、朝食の時に言い募られたとしたら、人生は楽ではない。私はいじめについてもある程度は知っていたが、これは宗教的であり科学的である計算された拷問だった。だが私が話をする時に必要であるとさとった嘘は、文学活動の基礎になったとも推測できる。」と述べている。この頃には、父から送られた物語を読むことに逃げ込んでいた。
妹のトリックスは、ホロウェイ夫人から息子との結婚を望まれるようになるほど、この別荘でうまく暮らした。二人の子供達にはイングランドの親戚も訪問した。クリスマスの一か月間は母方の叔母ジョージアナとその夫エドワード・バーン=ジョーンズの家で過ごし、そのロンドン・フルハムの農場をキプリングは「私を救ってくれたと信じられる天国」と呼んだ。1877年の春、母のアリスがインドから戻り、子供達を貸別荘から連れ出した。キプリングは「最愛の叔母は、私がどのように扱われていたかを決して話さなかった理由を聞くかもしれない。子供達は、永遠に確かなものとして受け入れられるものの訪れのために、動物のように口を閉ざすでしょう。酷い扱いを受けた子供達は、もし彼らが刑務所内の秘密のことを自ら暴露したら、何か起きるかをよくわきまえています。」と回想する。
1878年1月、キプリングはデボンのウェストワード・ホー!にある、軍人の子供のために1874年に設立されたユナイテッド・サービシーズ・カレッジに入学。最初は学校に馴染めなかったが、後には固い友情をもたらし、ずっと後に出版される学生もの『ストーキイと仲間たち』の設定を提供した。在学中はイギリス、フランス、ロシアの文学を愛読し、また学友会雑誌の編集部員を務め、いくつかの詩も発表する。またこの時期においてキプリングは、サウスシーに帰っていたトリックスの下宿仲間であるフローレンス・ガラードに出会って恋に落ちた。フローレンスは後に、最初の小説『消えた灯』のメイシーのモデルとなる。
学生時代の最後になって、両親はキプリングをオックスフォード大学に進学させたかったが学費を調達できず、奨学金を得られるほどの学力でもないと判定され、父は自身が校長を務めるメイヨー美術学校と館長を務めるラホール博物館のある、パキスタンのパンジャーブの都市ラホールで息子のための仕事を探し出した。キプリングは小さな地方新聞「シビル&ミリタリー・ガゼット」紙の編集助手として働くことになる。
1882年9月20日にインドに向けて出航し、10月18日にボンベイに着く。後年キプリングはこの瞬間を「16歳と9か月だったが、4、5歳上に見えた。生やしていた髭は1時間ほどで母の怒りにより剃らされた。自分の生まれたボンベイで自分を再発見し、観光地を巡り、私の知らない現地語の会話の中で雰囲気が私を運んだ。インド生まれの他の少年たちは、同じことが彼らに起きたことを話してくれた。」。この到着がキプリングを変えたことを「私の人々が住むラホールまで汽車で3、4日かかった。私のイギリスでの日々はとうに消え失せ、帰ってきたという強い思いが湧いた」と述べている。

### 青年期 (インド時代と世界旅行)
キプリングが「女主人で最も真実な愛」と呼んだ、ラホールの「シビル&ミリタリー・ガゼット」は、1年を通してクリスマスとイースターの1日ずつを除いて週に6日発行された。キプリングは編集者ステファン・ウィーラーの元で働き、ここでパンジャーブ・クラブのメンバーとなり、様々な分野の在印イギリス人や現地のインド人と交流した。彼の書きたいという欲求は止められず、記事と並行して詩を書いて掲載、1886年、彼は最初の詩集Departmental Dittiesを刊行する。この年には新聞の編集者も交替があった。新しい編集者ケイ・ロビンソンは創造的な自由を認め、キプリングは短編小説を寄稿するよう依頼された。

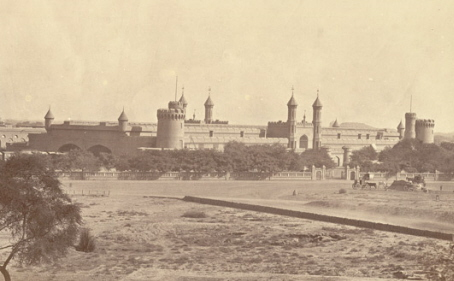
ラホールの駅

1883年の夏、避暑地として知られる、英領インドの夏期の首都シムラーを訪ねる。これはインド総督の慣行により、政府を6か月間ここに移すために設立されたもので、町は権力と歓楽の中心になった。キプリングの家族は1年間滞在し、父ロックウッドは教会で働くことを依頼された。彼は1885年から88年まで、毎年の休暇をシムラーで過ごし、キプリングのガゼット紙のための小説の多くが、この町が舞台になった。この時期についてキプリングは「シムラーでの1か月の休暇、家族にとっての避暑地は、すべて純粋な喜び、黄金の時間だった。それは鉄道と路上での暑さと不快感で始まる。そして暖炉のある寝室の涼しい夜で終わる。翌朝は目覚めの紅茶 (30種類以上ある!) を持って来る母と、長い会話を繰り返す。その頭脳を再生する作業は、仕事のための余暇でもあり、時間のすべてでもあった。」と書いている。ラホールに戻ると、1886年11月から1887年6月の間に、39の小説をガゼット紙に掲載する。このほとんどは、22歳の誕生日の1か月後の1888年1月にカルカッタとロンドンで出版された最初の短編集『高原平話集』に収められている。1887年11月には、イラーハーバードのより大きな姉妹紙『パイオニア』紙に転勤となった。
その後も熱狂的なペースで執筆は続けられて、『パイオニア』に毎週自分の短篇を掲載し、やや長いものを含む41作を収めた6冊の短編集『Soldiers Three』『The Story of the Gadsbys』『In Black and White』『Under the Deodars』『The Phantom Rickshaw』『Wee Willie Winkie』を出版。加えて『パイオニア』紙のラジプターナ西部の特派員として多くの手記を執筆、これらは後に「Letters of Marque」として、『From Sea to Sea and Other Sketches, Letters of Travel』に含めて出版されている。
1889年初め、パイオニア紙はキプリングの貢献に応じた支払いをしたが、キプリング自身はより将来について考えるようになっていた。彼は『高原平話集』に50ポンド、他の6冊の短編集の権利を200ポンドと、多少のロイヤリティでパイオニア紙に売り、6か月分の給料を受け取り、ロンドンへ行って大学で文学を学ぶことにした。3月9日にインドを離れ、ラングーン、シンガポール、香港、日本を経てサンフランシスコへ向かう。アメリカの旅行でもパイオニア紙のための記事を書き、これも『From Sea to Sea and Other Sketches, Letters of Travel』に収録されている。サンフランシスコから北部のポートランド、オレゴン、シアトルからカナダへ渡り、ブリティッシュコロンビア州のビクトリア、バンクーバーへ、アメリカに戻りイエローストーン国立公園、南下してソルトレイクシティ、ネブラスカ州のオマハ、イリノイ州シカゴ、ヒル教授を訪ねてオハイオ川沿いのペンシルベニア州ビーバー郡へ、ヒル教授とともにカリフォルニアへ、その後はナイアガラの滝、トロント、ワシントンD.C.、ニューヨーク、ボストンへと旅する。この旅においてニューヨーク州エルマイラではマーク・トウェインに会っており、大いに畏敬の念に打たれた。それから大西洋を渡り、89年10月にリバプールに到着。

## 作家活動

### ロンドン
帰国後すぐにロンドンの文学界でデビュー、1890年に『スコッツ・オブザーバー』誌に「兵舎のバラード」を連載し始めると、彼はたちまち有名になり、インドを舞台にした短篇も好評で、新聞は『現代文壇の英雄」と呼び、スチーブンソンは書簡の中で「私以来のもっとも嘱望される若手」と評した。彼は様々な編集者に作品を売り、2年間生活する。
 ストランド (ロンドン)のビラーズ通りで家を見つけ、46年前のそこの人々や習慣は原始的で情熱的だった。部屋は狭かったが、きれい過ぎず、よく手入れされており、机から欄間の窓を通して、通りの向こうのガッティ音楽ホールの入り口が見え、まるでステージの上のようだった。チャリング・クロス地区は一方では私の夢の中で酷い音を出し、一方でストランドでは窓の前で、父なるテムズ川のそばのショット・タワー の唸り音が上り下りしていた。
それからの2年間、『消えた灯』執筆のために神経衰弱となり、またアメリカ人の作家で出版社代理人のウォルコット・ボレスティアー に出会い、小説『ナウラカ』を合作する。1891年、医師の助言に従って、再度航海に出て、南アフリカ、オーストラリア、ニュージーランド、そしてもう一度印度を訪れた。彼はインドで家族とクリスマスを過ごそうと予定を切り上げたが、ウォルコット・ボレスティアーが腸チフスで急死したことを聞くと、すぐにロンドンに戻ることにした。帰国の前に、1年前に出会って断続的ではあるが恋愛感情を抱いていたウォルコットの妹キャロライン・ボレスティアーに、結婚を申し込む電報を打った。一方で1891年後半には、彼の英領インド時代の短編集『この世の悪条件』がロンドンで出版されていた。

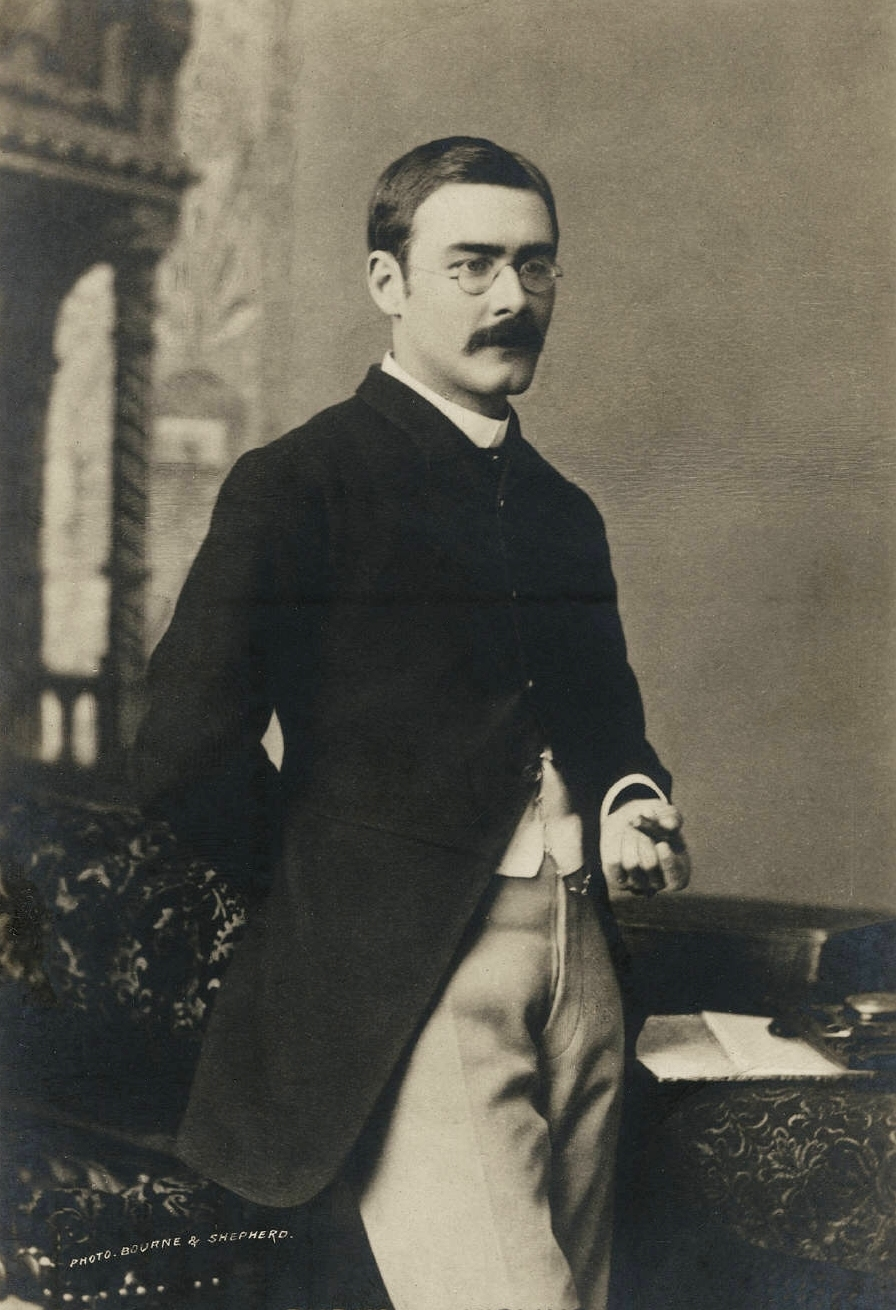
Kipling photographed by :en:Bourne & Shepherd, ca. 1892

「インフルエンザ流行で葬儀屋は黒い馬が不足して、死者は茶色の馬で我慢するしかない」中の1892年1月18日、26歳のキプリングは29歳のキャロラインとロンドンで結婚。式はランガムプレイスのオールソウルズ教会 で挙げ、ヘンリー・ジェイムズが花嫁の代理父を務めた。

### アメリカ
夫妻は新婚旅行でまずアメリカに渡り、バーモント州ブラトルボロに近いボレスティア家の地所にも滞在し、次に日本に向かった。しかし彼らが横浜に着いた時、彼らの銀行であるニューオリエンタル銀行が潰れていた (この時に「鎌倉の大仏」という詩を書いた)。彼らはこの損失を補うためアメリカに戻り、バーモント州ブラトルボロ近くの農場に小さな別荘と月10ドルで借り、ここでキャロラインは第一子を妊娠した。「我々はそれを、分割払いのところを前払いして簡単に手に入れた。次の手として、地下室に備え付ける大型の熱風ストーブを買った。薄い床に8インチ錫パイプを通す穴を開け (我々のベッドが冬の間に焼けてしまわない理由はよく分からない)、自分たちとしては非常に満足していた。」と自身で述べている。
この「幸福の小屋」で長女ジョセフィンが生まれ、「それは3フィートの雪が積もった1892年12月29日の夜のこと。彼女の母の誕生日は同じ月の31日、そして私は30日、我々はその数合わせのセンスを祝福した」。
『ジャングル・ブック』はこの小屋で書かれた。「幸福の小屋の仕事部屋は縦横7フィートと8フィートで、12月から4月までは窓枠の高さまで雪が積もっている。そこで狼に育てられた少年の住む、インドの森について書いたのだった。92年の冬の静かさと緊張の中で、子供の頃の雑誌で読んだフリーメイソン的共同体を持つライオンや、ハガードの『百合のナダ』の中のフレーズなどの記憶が、この物語で響きあった。中心的アイデアが頭の中で絞り出されると、後はペンが勝手にモーグリや動物たちについてのストーリーを書き始めるのを見ていた。後でこれが2冊の『ジャングル・ブック』へと成長する」。ジョセフィーヌが生まれると幸福の小屋は手狭になり、夫妻はキャロラインの弟のビーティー・ボレスティアーから、コネチカット川を見下ろす岩山に10エーカーの土地を買って家を建てた。
新居はウォルコットとの共作からとって「ナウラカ」と名付けられ、綴りは"Naulakha"と直された。キプリングはラホール滞在以来、ムガル建築、特にラホール城のナウラカ堂を熱愛しており、彼の小説のタイトルにしたように家の名前にもなった。家はダマーストンのブラトルボロから3マイル北にある、キプリング通りに今も建っている。それは大きく、静かな、濃い緑色の家で、キプリングが「船」と呼んだ屋根と側壁を持ち、彼に「陽射しと安らぎ」をもたらした。このバーモントの領域と、そこでの「まっとうで清潔な生活」はキプリングに創意と多作をもたらした。

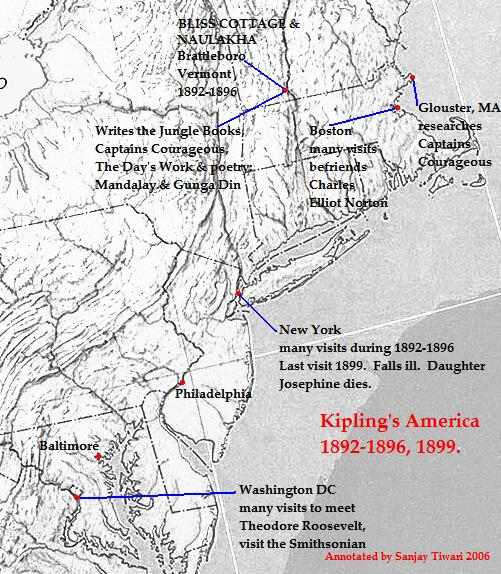
Rudyard Kipling's America 1892–1896, 1899

4年の間に彼は『ジャングル・ブック』の他に、短編集The Day's Work、長編『勇ましい船長』、詩集『七つの海』を出版した。短編集『兵営詩集』は、詩「マンダレー」「ガンガディン」を含むその主要部分が1890年に刊行されていたが、1892年3月に再刊される。彼の創作の代表作『ジャングル・ブック』は特に楽しんで執筆し、それを読んだ子供達からの手紙への返事もまた楽しんだ。
ナウラカでの執筆生活にも時折訪問者がやって来た。彼の父は1893年の退隠後にさっそく訪れた。イギリスの作家アーサー・コナン・ドイルはゴルフクラブを持って来て二日間滞在し、キプリングにゴルフを教授する。キプリングはゴルフも楽しみ、時には地元の会衆派教会の代表と練習に行き、地面が雪に覆われると赤いボールを使ってプレイした。しかしそのうち、「なかなかうまくいかない。ボールの行き先に歯止めが無く、コネチカット川に向かう2マイルの長い坂を転がっていってしまう」ことになる。
記述によるとキプリングはアウトドアを愛し、それは秋ごとに紅葉するバーモントの驚異だけにとどまらない。この瞬間を手紙に記している「小さなカエデが、松林の濃い緑に立ち向かうように血のような赤色に突然燃え上がることに始まる。次の朝、ヌルデの繁る沼地から返答の合図がある。三日もすると、目にする限りの丘の斜面が炎となり、道は深紅と金色に囲まれる。そして湿った風が吹き、素晴らしい軍隊の制服は台無しになり、鈍いブロンズの鎧に覆われて最後の茶色の葉をぎこちなく残していたオークは何の面影も残さず、鉛筆画のような裸の枝々になり、森の心の最も奥底まで見通せるようだ。」。
1896年2月には次女エルシーが生まれる。複数の伝記作家によると、この頃には夫婦の関係の蜜月は先が見えて来ていたとされる。彼らは常にお互いに忠実であったが、定まったような役割に陥っていた。この頃に婚約していた友人に当てた手紙の中で、30歳のキプリングは、結婚は「謙虚さ、自制、要求、先見の明などの厳しい美徳」を第一に教えてくれるという陰鬱な助言を与えている。
夫妻はバーモントでの生活を愛し、そこで暮らして来たが、世界的な政治の問題、親族との不和という二つの問題を抱え、この地での暮らしを続けることができなくなった。1890年代初め、イギリスとベネズエラは、英領ギアナの国境を巡って長く対立していた。アメリカが何度か調停に乗り出していたが、1895年にアメリカの新任国務長官リチャード・オルニーは、大陸の主権を理由にして、調停におけるアメリカの権利の主張を引き上げた (モンロー主義を参照)。この駆け引きにイギリスは反発し、ほどなく英米間の危機へと雪だるま式に拡大、両国から戦争の声も出始める。
この危機はより大掛かりな英米間協力を促したが、キプリングはこの時、特にマスコミに見られるアメリカの固定的な反英感情を感じて当惑していた。その感覚を手紙の中で「友好的なディナーの席上でデカンターを取り合っている」と記している。公式の伝記によると、1896年1月に、アメリカでの家族の「よき健全な生活」を終えて、他の土地に幸福を求めることを決めていた。
家族の紛争が最後の決め手になった。しばしばキャロラインと兄のビーティーの関係は、ビーティーの飲酒や破産によって緊迫していた。1896年5月、酒に酔ったビーティーが路上でキプリングに殺してやると脅した。ビーティーは逮捕されたが、その後の審判での聴取と、結果の広報により、キプリングのプライバシーは完全に破壊され、彼には惨めさと疲労感をもたらした。公聴会が再開される1週間前の7月に、夫妻は慌ただしく荷物をまとめ、バーモントのナウレカに、そして、アメリカに別れを告げた。

### デボン
イギリスに帰ると、1896年9月、夫妻はデボンの海沿いのトーキーで、海を見下ろせる丘の中腹の家を見つけた。しかしその家のデザインをキプリングはあまり気に入らず、家の世話よりは創作や社会的活動に意を注いだ。キプリングはいまや有名人となっており、この2、3年間で彼の作品から政治的立場も徐々に作られていた。1897年8月には息子のジョンが生まれる。また書き始めていた二つの詩「退場」 (1897年) 「白人の責務」 (1899年) が出版されると、論争を引き起こした。一部からは (ビクトリア時代の雰囲気の) 帝国建設の啓蒙と義務の讃歌と見なされ、あるいはブレーズノーズ流帝国主義及びそこに付随する人種意識のプロパガンダの詩とみなされ、同時に帝国の危機の警告と皮肉を詩の中に見いだす人々もあった。詩の中には、すべてが無に帰すことの予感さえ見いだされる。ビクトリア女王在位50周年を祝典に祝賀として寄せた「退場」は世界中に流され、アーサー・サリバンに曲をつけられて多くの教会でも歌われた。
トーキーでの時期は多作 (他の作家には彼の水準には容易に到達できない) で、彼の書いた学園小説集『ストーキイと仲間たち』 (ウェストワード・ホー時代の経験を元にしている) の主人公の少年は、愛国心や権威に対する皮肉な視点を現している。家族によると、キプリングはストーキイの物語を彼らに読んで聞かせるのを楽しみにしており、時には自分のジョークに大笑いをした。
また1899年にアメリカを訪問した時、キプリングと長女ジョセフィーヌ、次女エルシーは肺炎にかかり、この時に6歳のジョセフィーヌが死亡している。

### 南アフリカ
1898年になると、キプリングと家族は南アフリカに冬期休暇に出かけ、これは1908年まで (翌年を除いて) 毎年の恒例になった。キプリングは帝国の詩人として新たな高い評価を得て、セシル・ローズ、アルフレッド・ミルナー卿、リアンダー・スター・ジェームソン など、ケープ植民地の影響力のある政治家達に暖かく迎えられた。この間キプリングは彼らとの友情を培い、この3人とその政治を賞賛した。1898から1910年は南アフリカの歴史における重要な期間で、第二次ボーア戦争 (1899-1902年)、その後の平和条約、1910年の南アフリカ連邦の形成がなされている。ボーア戦争では戦線を視察し、軍隊の近代化を主張し、イギリスに帰ると基金を募るためにイギリスの立場を支持する詩を書き、兵士の留守家族を援助した。またこの戦争のためにインドから徴集された士官を描いた「サーヒブの戦争」を書いている。次に1900年に南アフリカを訪ねた時、オレンジ自由国として新たに建設された首都ブルームフォンテーンの兵士達のための新聞「フレンド」紙の創刊でロード・ロバーツを手助けした。しかし新聞で働くのはイラーハーバードでのパイオニア紙以来10年振りだったキプリングの、ジャーナリスティックな活動は最後の2週間だけで、フレンド紙ではパーシバル・ランドン、H.A.グウィンらと生涯にわたる友情を育んだ。彼はまた、この紛争への見解を表明する文章を書き、より広く出版された。キンバリーのホーナード記念碑 (包囲戦の記念) の碑文も手がけている。

### サセックス
1902年、キプリングは東サセックスの農村バーウォッシュ にある、1634年に建てられたベイトマンズ屋敷を購入。家は、周りを取り囲む建物や製粉所、33エーカー (130,000 m2)の土地とともに9,300ポンドで購入された。バスルームも、階上への水道も電気も無い家だったが、キプリングはここを愛した。「見よ、灰色の石で覆われた家の所有者、それは1634年への扉であり、梁、羽目板、古いオーク材の階段、すべてが変わっておらず、本物だ。よい、そして平穏な場所だ。」彼は1902年に書いている。「我々がそれを最初に見たときからずっと愛している。」。
1904年に出た短編集『交通と発見』以降は難解な作品を手がける。

### その他の執筆
彼の代表作『少年キム』は1901年に出版された。キプリングはまた、自分の子供達のために古典を集めていて、『なぜなぜ物語』として1902年に出版される。
第一次世界大戦では、長男は出征し、キプリング自身も戦線におもむいた経験によるエッセイや詩を含む小冊子The Fringes of the Fleet (1916年) を書いた。いくつかの詩は、イギリスの作曲家エドワード・エルガーによって曲がつけられた。また多くの作家と同様に、イギリスの戦争目的を支援する熱狂的なパンフレットを書いている。
キプリングには2作の短編SF、With the Night Mail (1905年)、As Easy As A. B. C (1912年) があり、いずれも21世紀を舞台にして「空中管理委員会」が登場する作品で、現代のハードSFのように読むことができる。
1934年にはストランド・マガジン誌に、ウィリアム・シェイクスピアがジェイムズ王訳聖書を手伝っていたと仮定するProofs of Holy Writを書いている。ノンフィクション分野では、ドイツ海軍力の上昇へのイギリスの対応に関する議論に巻き込まれ、1898年に一連の文章を発表し、それらはA Fleet in Beingに収められている。

### 絶頂期
20世紀初頭にキプリングの人気は最高に達した。1907年にはノーベル文学賞を受賞。受賞理由は「観察力、想像の独創性、着想の力強さ、及びこの世界的に有名な作家の作品を特徴づける語りの非凡な才能を考慮した」と述べている。キプリングは1901年の賞の創設以来、英語作家としては最初の受賞者となった。12月10日のストックホルムでの授賞式では、スウェーデン・アカデミーのC.D.af・ウィルセン事務次官は、キプリングとイギリス文学の3世紀を賞賛して、
スウェーデン・アカデミーは今年のノーベル文学賞をラドヤード・キプリングに与え、多様な輝きの豊かさを持つイギリス文学、及び私たちの時代にこの国が作り上げた物語のうちで最大の天才への敬意を捧げることを望む。
「Book-ending」の成果は二つの関連する詩と作品集『プークが丘の妖精パック』 (1906年) 『ごほうびと妖精』 (1910年) として出版された。その後の詩If-にも含まれる。この詩は1995年のBBCの調査でも、イギリスの好きな詩に選ばれている。この自己抑制と禁欲の推奨は、間違いなくキプリングの最も有名な詩である。
キプリングは、アイルランド独立に反対するアイルランド・ユニオニストに共鳴した。ダブリン生まれでアルスター・ユニオニストのリーダーであり、アイルランド独立派に反対してアルスター義勇軍を結成したエドワード・カーソンとは友人だった。それを反映して1912年には詩「アルスター」を書く。キプリングはまたボルシェビキの強力な敵であり、この立場は友人のヘンリー・ライダー・ハガードとも共通していた。二人はキプリングがロンドンにやって来た1898年に、共通する意見で強く結びつき、生涯の友人だった。
多くの人は彼が桂冠詩人とされなかったことに驚く。1892年から96年の空白期間に、何度かその地位を提示されたが、断っている。

### フリーメイソン
雑誌「メソニック・イラストレイテッド」誌によると、キプリングは通常最低年齢の21歳より6か月早くフリーメイソンとなった。彼はラホールの希望と忍耐のロッジナンバー782として入会を許された。彼は後になってタイムズ紙に「数年間はロッジの秘書を務め、そこには4派のキリスト教会が含まれていた。私はムハマンドに認められて、ブラフモ・サマージ、ヒンドゥー教徒のフェロー・クラフト相当のメンバーに弟子としてなり、また英国人としてはマスター・メイソンに昇進した。私たちの指導者はユダヤ人だった。」と書いている。キプリングはフリーメイソンでの経験を愛し、記憶している理想について彼の有名な詩The Mother Lodgeの中で表している。

## 第一次世界大戦の影響
ボーア戦争以降、キプリングはドイツによる攻撃を予言し、第一次世界大戦が始まるとベルギーの避難民を援助し、赤十字の活動を支援、1915年には病院や軍のキャンプを慰問し、フランス戦線を視察した。1915年にルースの戦いで息子のジョンを失う。キプリングはジョンの行方を探して、1920年にはフランスを訪ね、空からチラシをまいたりもしたが、消息は掴めなかった。ジョンの死は詩My Boy Jackになり、この事故は舞台My Boy Jackとなり、テレビドキュメンタリーRudyard Kipling: A Remembrance Taleとともに同名のテレビドラマ化の元になった。ジョンの埋葬地は1992年まで不明だったが、その後連邦戦争墓地委員会が彼の戦死地にあることを報告し、そのIDが正しさ、及び埋葬の記録についての論争があった。しかし2010年に連邦戦争墓地委員会が、墓地がジョン・キプリング中尉のものであることを確認した。息子の死後、彼は「"If any question why we died/ Tell them, because our fathers lied."」とも書いている。この言葉は、ジョンは視力が弱いために陸軍に入隊できなかったが、その大きな影響力によりわずか17歳で息子を士官学校に受け入れさせ、アイルランド近衛連隊の委員会にジョンを入れた、キプリングの役割への罪の意識を明かしているとも見られている。
この悲劇が元で、キプリングはフェビアン・ウェアー卿の帝国戦争墓地委員会 (現在のコモンウェルス戦争墓地委員会) に加わり、このグループは、今日では元の西部戦線周辺に点在するイギリスの戦争墓地庭園や、その他世界中の大英帝国兵士が埋葬された土地を管轄している。このプロジェクトへの彼の最大の貢献は、戦争石碑に刻まれた聖書の一文「彼らの名は永遠に生き続ける」 (シラ書 44.14, KJV) を選び、無名兵士の墓石に「Known unto God」の語を提案したことである。またロンドンのホワイトホールの慰霊碑の碑文に「栄光ある死」を選んだ。彼は、息子の所属したアイルランド近衛連隊の記録を書いて、1923年に出版、これは連隊史の中で最もすぐれた一つと見られている。キプリングの短編小説「The Gardener」は戦争墓地を訪問した記録であり、ジョージ5世の旅を表す詩「The King's Pilgrimage」 (1922年) は、墓地巡礼と帝国戦争墓地委員会による墓地建設の記憶を元にしている。自動車の普及とともに、キプリングはマスコミの自動車特派員となり、運転手に車を運転させて、イギリス国内やイギリス国外での旅のことを熱心に書いた。
1922年、いくつかの詩や著作で技術者の仕事について触れていたキプリングは、トロント大学の土木工学教授から、彼の壮大な作業と工学部卒業式の支援を依頼された。彼は熱意を持ってこれに応え、ほどなく提供したものが公式に「技術者招集の儀式」とされた。今日でもカナダ中で工学部の卒業式では、技術者の社会への義務を示す鉄の指輪が贈られている。またこの年、スコットランドのセント・アンドルーズ大学の主学長となり、3年間務める。1927年にキプリング協会設立。

## 死と遺産
1930年代になってからも執筆は続けたが、そのペースは遅くなる。1933年に十二指腸潰瘍と診断され、1936年1月18日、ジョージ5世が没する二日前に70歳で死亡した。(この以前にも彼の死が雑誌で報じられたことがあり、「私は私が死んだことを読みました。私を購読者リストから削除することを忘れないで下さい」と書いている。) ジョージ5世と親交のあったキプリングの死を、新聞は「王は提灯持ちを連れてあの世に旅立った」と書き立てた。ゴルダーズ・グリーン火葬場で火葬され、遺骨はウェストミンスター寺院南廊にある、多くの著名な文学者が埋葬あるいは刻まれている詩人コーナーに葬られた。
「東は東、西は西」 (「東と西のバラード」The Ballad of East and West) という言葉は、東洋蔑視の象徴として数多く引用された。しかし真意はその逆で、いつかは東と西が融合することにあった。キプリングの詩の題「白人の責務」は、その後文脈を越えて植民地支配を正当化するためのフレーズに用いられ、詩「マンダレー」で用いられた表現「スエズ以東」East of Suezは、1960年代にイギリスがアジアから撤退する際にも使われた。
2010年、国際天文学連合は、水星でメッセンジャー探査機が2008-09年の観測で新たに発見したクレーターを、キプリングにちなんで命名することを承認した。

### 死後の評価
キプリングに大きな影響を受けた多くの作家のうち、エドムンド ・キャンドラーが最も知られている。まったく異なる詩人T・S・エリオットの「キプリング詩集」 (1943年) を編み、「(キプリングは) 事故に際しても偉大な詩を書くことができた。」とコメントしている。大人のためのキプリングの物語は、ポール・アンダースン、ホルヘ・ルイス・ボルヘス、ジョージ・オーウェルといった異なった作家から高い評価を得ている。子供のための物語は人気を保ち、「ジャングル・ブック」は何度も映画化された。最初はプロデューサーアレクサンダー・コルダ、その後はウォルト・ディズニー・カンパニーによって。彼の詩の多くがパーシー・グレインジャーによって曲をつけられている。1964年にはBBCで彼の作品を元にした短編フィルムシリーズが放送された。キプリングの作品は今日でも高い人気を保ち続けている。
キプリングは現代の政治的、社会的問題の議論でもしばしば引用される。イギリスのナショナリズムを右翼の手から取り戻そうとしている政治的なシンガーソングライター、ビリー・ブラッグは、イギリス的な感覚を包括するためにキプリングを甦らせる。特にキプリングが書いたアフガニスタンや他の地域に関与するようになったアメリカでは、キプリングの普遍的な関連性が注目されている。
アメリカのフィリピン領有を正当化するために書かれた『白人の責務』に見られるように、西洋文明に浴していない他者を『半ば悪魔で半ば子供』と認定し、西洋文明に属さない人々は不完全な生き物であるという人種差別・蔑視思想の持ち主でもあったと言われることもある。『ジャングル・ブック』ではインド人の少年が主人公であり、動物の側にも人間の側にも帰属できずに悩む孤独も描かれている。
『少年キム』は、英語で書かれたインドについての最高の文学と評され、また植民地 (コロニアル) 文学、またはポスト・コロニアル文学という視点で再読されている。

### ボーイスカウトとの関連
ボーイスカウトの動向にキプリングは強く関連している。創始者であるロバート・ベーデン＝パウエルは、子供向けのカブ・スカウト (Wolf Cubs) 設立のために『ジャングル・ブック』や『少年キム』の題材を多く使っている。これらの関係は現代も残っている。カブの大人の助力者の名前は、『ジャングル・ブック』で狼の家族として育てられた「モーグリ」から付けられ、大人のリーダー「アケーラ」の名前はシオニーの狼の頭領から来ている。

### バーウォッシュのキプリング邸
1939年にキプリングの妻が死んだ後、イースト・サセックスのバーウォッシュのベイトマンズ屋敷は、ナショナル・トラストに遺贈され、その後作者の公立博物館となった。三人の子供のうち唯一成人した娘のエルシーは、1976年に子供の無いまま死去し、彼女の著作もナショナル・トラストに遺贈された。イギリス国内とオーストラリアにキプリング協会が活動している。
小説家で詩人のキングズリー・エイミスは、1960年代まで彼の父が住んでいたバーウォッシュの村を訪ねた時のことを元に「キプリングのベイトマンズ屋敷」という詩を書いた。エイミスとBBCは、作家とその家についての短編作品シリーズを作るために出かけた。ザカリーの「キングズリー・エイミスの人生」によると、ベイトマンズ屋敷は撮影クルー全員にひどく暗い印象を与え、エイミスはそこに24時間以上はいられないと決めた。この訪問の詳細は、生涯と執筆について簡潔にまとめた「ラドヤード・キプリングとその世界」 (1975年) に書かれている。エイミスはキプリングの経歴を、彼自身に見立てて、チェスタトンの述べた執筆はその初期が重要であるとし、キプリングの場合は1885-1902年とした。1902年以降、ベイトマンズへ移ってからは執筆量が減ったばかりでなく、キプリングは世界に対する影響力の増大に気づき、それがエイミスに家の暗い雰囲気を感じさせた。

### インドにおける評価
現代のインドでは、キプリングの描いた多くの題材において、特に近代的愛国者やポスト植民地的評論家の間では、彼の評価について議論がある。他の現代インド知識人、例えばアシシュ・ナンディなどは、彼の業績に微妙な捉え方をしている。インドの初代首相であるジャワハルラール・ネルー師は、好きな本として『少年キム』を常に挙げていた。
著名なインドの歴史家で作家のクシワント・シンハは、2001年にキプリングの詩If-について、インドの古典『バガヴァッド・ギーター』になぞらえて、「英語で書かれた、ギーターのメッセージの本質」という見方を書いている。
2007年11月、ムンバイのJJ芸術・産業学校内にあるキプリングの生家は、彼とその業績を記念した博物館となることが発表された。

### 旧版における卍

A left-facing swastika

キプリングの本の旧版の多くには、カバーに蓮の花を運ぶ象の絵と「卍」の記号が印刷されている。このため1930年代以降、「ハーケンクロイツ」をシンボルとするナチズムの支持者と誤解された。しかしナチ党の前身であるドイツ労働者党が成立したのは1919年、「ハーケンクロイツ」を採用したのも1920年6月のことであり、キプリングが主たる著書を発刊したのはそれ以前であった。キプリングが卍を用いたのは、インドでは太陽のシンボルとして幸運と幸福をもたらすとされていたのと、卍の語 (swastika) がサンスクリットにおいて幸運を意味するsvastikaから派生したことによる。彼は卍のシンボルを左右両面に使い、それは当時は一般に使用されていた。ナチスが政権を取る前から、キプリングはそれを支援することになってはいけないと考え、製版業者に卍を削除するように要求していた。キプリングは死の1年前の1935年5月6日に、聖ジョージ王立協会でスピーチし (題は「無防備の島」)、ナチス・ドイツがイギリスに危険をもたらすという警告をしていた。

## 日本との関係
日本へは1889年と1892年に二度訪れ、世界旅行を記した『From Sea to Sea and Other Sketches, Letters of Travel』(1899)で日本滞在について触れている（第2章「From Sea to Sea」の11-20）。キプリングはトーマス・クックの世界一周旅行を利用して1889年3月にインドを発ち、シンガポール、香港を経て、1889年4月に長崎に到着した。到着早々、同年2月に制定されたばかりの大日本帝国憲法の条文を見せられ、あまりにもイギリス風であり、落胆する。長崎、神戸、大阪、京都、大津、名古屋、横浜、箱根、日光、東京といった日本の有名な都市を約1か月間かけて巡り、東京では日本人に「イギリス軍などたいしたことはない」と言われて腹を立て、東京見物を描いた章の半分近くを日本陸軍の分析にあて、その未熟さを非難する。富士山などの美しい自然とともに、大阪の高層建築「凌雲閣」、名古屋・横浜間の鉄道など、急速に近代化・西欧化していく日本を目撃した。
キプリングはインドを本拠とする雑誌「パイオニア」へ日本の紀行文を寄稿しており、のちに刊行した「From Sea to Sea」内での記述はそれを改訂したものである。その初出記事をもとに、元駐日英国大使のヒュー・コータッツィらが日本に関する記述を網羅的に集めたものが1988年に『Kipling's Japan』として出版され、日本では2002年に加納孝代（キプリングの日本旅行記を14年かけて全訳した英文学者。活水女子大学前学長)の翻訳で出版された。
また、キプリングの妻の母方の祖父であるエラスムス・ペシャイン・スミス（Erasmus Peshine Smith, 1814-1882）は明治政府の外交顧問として外務省が発足した1871年から5年間日本に滞在したアメリカ人の法律家で、マリア・ルス号事件や条約改正など、多くの国際法に関する助言を行なった。スミスは年1万ドルという破格の高給で雇われ、着物や刀を着用し、日本女性を次々と妾とし、日本国籍取得のために米国籍を捨てることまで考えたという人物で、当時の外務卿寺島宗則は老人のスミスが歳の離れた若い娘を胸に抱いて馬に乗る姿を見てショックを受けたという。

## 作品
『ジャングル・ブック』は、エドガー・ライス・バローズ『ターザン』や、A・A・ミルン『クマのプーさん』に影響を与え、ローズマリー・サトクリフは『プークが丘の妖精パック』に触発されてローマン・ブリテン三部作を書いた。
作品リスト
- Departmental Ditties and Other Verses 1886年 (詩集)
- The Story of the Gadsbys 1888年
- 『高原平話集』Plain Tales from the Hills 1888年
- The Phantom Rickshaw and other Eerie Tales 1888年
- 『三銃士』Soldiers Three 1888年
- 『消えた灯』The Light that Failed 1890年
- 「マンダレー」Mandalay 1890年 (詩)
- 「ガンガディン」Gunga Din 1890年 (詩)
- 『兵営詩集』Barrack-Room Ballads 1892年 (短編集)
- 『発明多種多様』Many Inventions 1893年 (短編集)
- 『ジャングル・ブック』The Jungle Book 1894年 (短編集)
- 『続ジャングル・ブック』The Second Jungle Book 1895年 (短編集)
- If— 1895年 (詩)
- 『七つの海』The seven seas 1896年
- 『勇ましい船長』Captains Courageous 1897年
- 「退場」Recessional 1897年 (詩)
- The Day's Work 1898年
- 『ストーキイと仲間たち』Stalky & Co. 1899年
- 「白人の責務」The White Man's Burden" 1899年 (詩)
- 『少年キム』Kim 1901年
- 『なぜなぜ物語』[73][74][75][76]Just So Stories 1902年
- 『交通と発見』Traffics and Discoveries 1904年
- 『プークが丘の妖精パック』Puck of Pook's Hill 1906年
- 『ご褒美と妖精』Rewards and Fairies 1910年
- 『この世の悪条件』Life's Handicap 1915年 (短編集)
- The Gods of the Copybook Headings 1919年
- Limits and Renewals 1932年

日本語訳
- 『キプリング詩集』中村為次選訳、梓書房、1929年
- 『消えゆく灯』宮西豊逸訳、1941年
- 『童話 どうしてそんなに物語』石田外茂一訳、改造社「改造文庫」第2部、1941年
- 『印度の放浪児』宮西豊逸訳、1942年
- 『印度風俗』宮西豊逸訳、1944年
- 『ジャングル・ブック』西村孝次訳、角川書店、1966年、他
- 『少年キムの冒険』亀山竜樹訳、山中冬児絵、講談社「世界名作全集」1960年
  - 『少年キム』斎藤兆史訳、晶文社、1997年。ちくま文庫、2010年
  - 『キム』木村政則訳、光文社古典新訳文庫、2020年 ISBN 4334754368
- 『ゆうかんな船長』大木惇夫訳 山中冬児絵 講談社「世界名作全集」1959年
  - 『ゆうかんな船長』龍野立子訳 川村たかし文 小学館・少年少女世界文学全集17、1978年
- 『プークが丘の妖精パック』金原瑞人・三辺律子訳、光文社古典新訳文庫、2007年 ISBN 4334751210
- 『キプリング短篇集』橋本槙矩訳、岩波文庫、1995年
- 『祈願の御堂』土岐恒二・土岐知子訳、国書刊行会、1991年
- 『ゾウのはなはなぜ長い』寺村輝夫訳、長新太著、集英社、1992年
- 『アルマジロがアルマジロになったわけ』高橋源一郎訳、講談社、1998年

## 伝記・評論
- Allen, Charles (2007) Kipling Sahib: India and the Making of Rudyard Kipling, Abacus, 2007. ISBN 978-0-349-11685-3
- David, C. (2007). Rudyard Kipling: a critical study, New Delhi, Anmol, 2007. ISBN 81-261-3101-2
- Gilbert, Elliot L. ed., (1965) Kipling and the Critics (New York: New York University Press)
- Gilmour, David. (2003) The Long Recessional: The Imperial Life of Rudyard Kipling New York: Farrar, Straus and Giroux. ISBN 0374528969
- Green, Roger Lancelyn, ed., (1971) Kipling: the Critical Heritage (London: Routledge and Kegan Paul).
- Gross, John, ed. (1972) Rudyard Kipling: the Man, his Work and his World (London: Weidenfeld and Nicolson)
- Kemp, Sandra. (1988) Kipling's Hidden Narratives Oxford: Blackwell* Lycett, Andrew (1999). Rudyard Kipling. London, Weidenfeld & Nicolson. ISBN 0-297-81907-0
- Cortazzi, Hugh & Webb, George (ed.) (1988). Kipling's Japan: Collected Writings, (Athlone: Continuum International Publishing Group). ISBN 978-0485113488
  - ヒュー・コータッツィ／ジョージ・ウェッブ編『キプリングの日本発見』加納孝代訳、中央公論新社 2002年 ISBN 978-4120032820
- Lycett, Andrew (ed.) (2010). Kipling Abroad, I. B. Tauris. ISBN 978-1-84885-072-9
- Ricketts, Harry. (2001) Rudyard Kipling: A Life New York: Da Capo Press ISBN 0786708301
- Rooney, Caroline, and Kaori Nagai, eds. Kipling and Beyond: Patriotism, Globalisation, and Postcolonialism (Palgrave Macmillan; 2011) 214 pages; scholarly essays on Kipling's "boy heroes of empire," Kipling and C.L.R. James, and Kipling and the new American empire, etc.
- Rutherford, Andrew, ed. (1964) Kipling's Mind and Art (Edinburgh and London: Oliver and Boyd)
- Tompkins, J. M. S. (1959) The Art of Rudyard Kipling (London : Methuen) online edition
- 馬場睦夫『キプリング』研究社 1935年
- 橋本槙矩・高橋和久編著『ラドヤード・キプリング-作品と批評』松柏社 2003年
- 橋本槙矩・桑野佳明編著『キプリング-大英帝国の肖像』彩流社 2005年

## 関連作品
- ジャムヤン・ノルブ 『シャーロック・ホームズの失われた冒険』 河出書房新社
  - 『少年キム』の登場人物であるインド人諜報員ムーケルジーが登場する。
- スティーブン・バクスター、アーサー・C・クラーク 『時の眼』 中村融訳、早川書房
  - SF小説。キップリングが登場する。
- 映画『王になろうとした男』監督ジョン・ヒューストン コロムビア映画 (1976年) の冒頭にキップリングが登場する。演じるのはクリストファー・プラマー。
- ＳＦテレビドラマ『タイムトンネル』内の一エピソード「土民の奇襲」に若き日のキップリングが登場する。